# 毘沙門天二十八使者

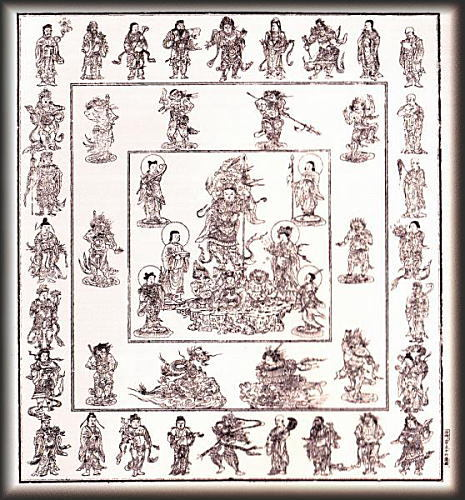
田村宗立『毘沙門天曼荼羅』 1862年 毘沙門堂勝林寺蔵

毘沙門天二十八使者（びしゃもんてんにじゅうはちししゃ）とは毘沙門天に仕える28の夜叉である。毘沙門天曼荼羅で描かれるときには中央（第一院）に毘沙門天と吉祥天、5人の童子が置かれ、2番目（第二院）の枠に剣鎧護法と空鉢護法、八大夜叉大将が囲む。そして一番外の3番目の枠（外枠）に毘沙門天二十八使者が置かれる。韋駄天が第二院に描かれる場合がある。
毘沙門天二十八使者は毘沙門天曼荼羅で表現するとは限らず、像もある。例えば越後浦佐毘沙門堂では28体の毘沙門天二十八使者像を見ることができる。
以下に毘沙門天二十八使者を紹介する。なお二十八使者のうち「興生利使」だけは唯一「～使者」という名にならない点に注目したい。
1. 隠形使者
2. 香王使者
3. 勝方使者
4. 奇方使者
5. 禁呪使者
6. 高官使者
7. 興生利使
8. 五官使者
9. 金剛使者
10. 座神使者
11. 持斎使者
12. 自在使者
13. 神山使者
14. 神通使者
15. 説法使者
16. 総明多智使者
17. 太山使者
18. 大力使者
19. 田望使者
20. 多魅使者
21. 読誦使者
22. 博識使者
23. 左司命使者
24. 伏蔵使者
25. 北斗使者
26. 右司命使者
27. 龍宮使者
28. 論議使者